# 臺中民俗公園
24°10′31″N 120°41′14″E / 24.17528°N 120.68722°E

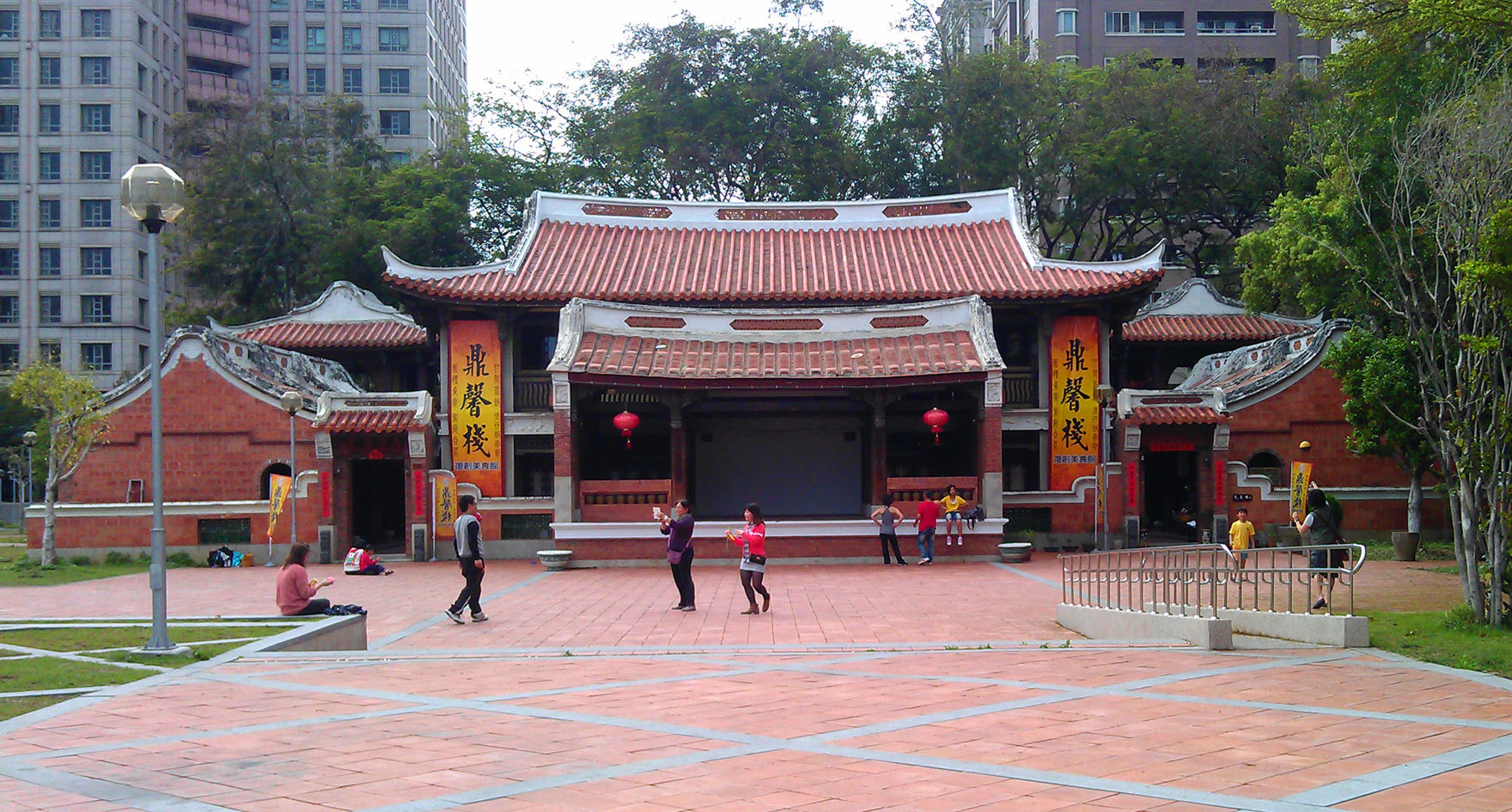
民俗公園民藝館

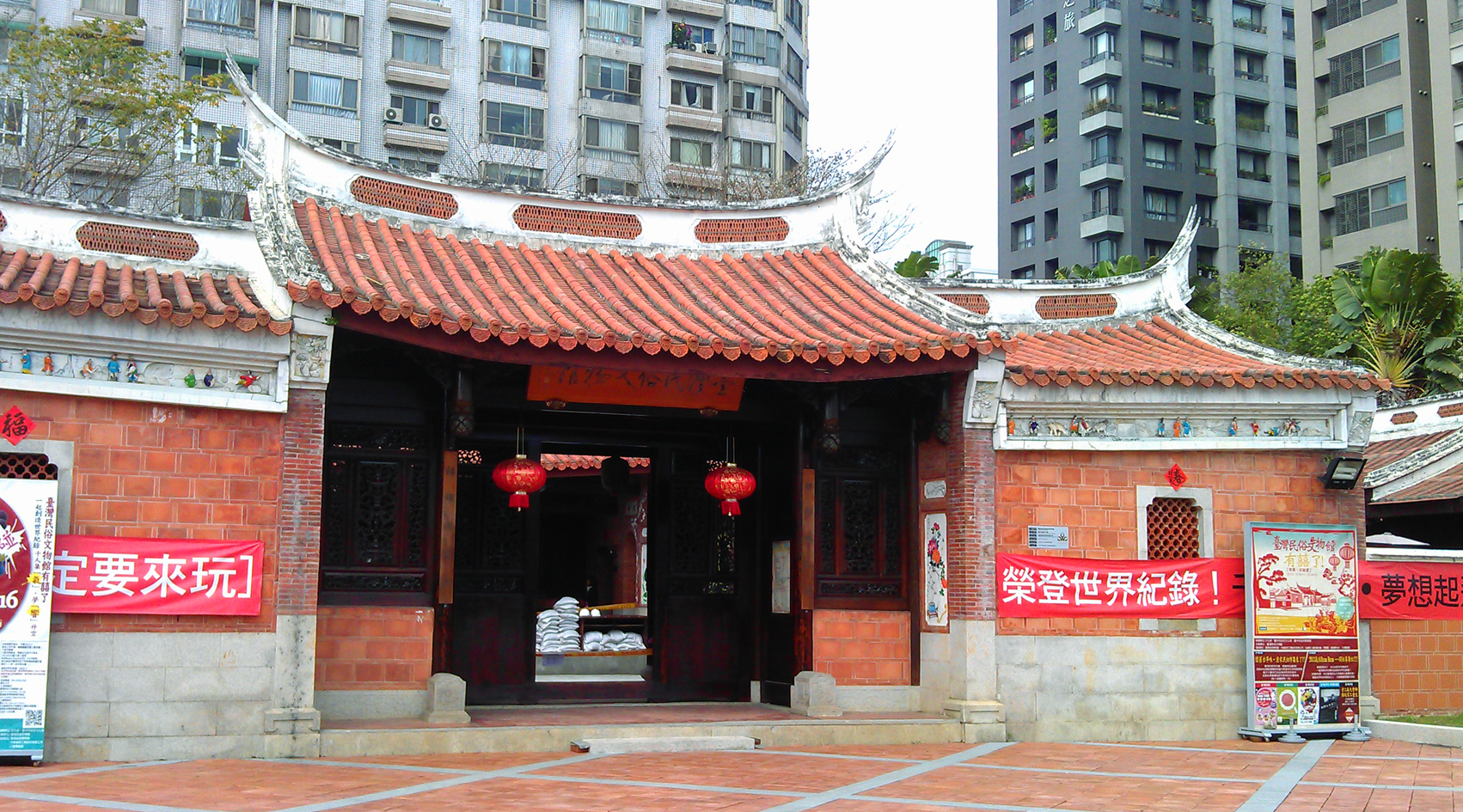
臺灣民俗文物館，地下室為文物陳列室。2022年，因工程關係，已無文物陳列室。

臺中民俗公園位於臺灣臺中市北屯區，園內充滿各種閩南傳統式建築以及中國式庭園，包括四合院、傳統建築風格宅第與格局等，有別於其他一般公園，是一座具有教育意涵之傳統主題民俗公園。

## 歷史
- 1981年，時任台中市市長林柏榕、地方仕紳與文化人士推動籌備台灣民俗文化類型的公園，獲得文英基金會董事長何永捐助經費以及臺中扶輪社捐獻大量文物。
- 1984年，選定剛重劃完成的中正、東山重劃區內的1.6公頃土地興建，命名為「民俗公園」。
- 1990年，元宵節正式開館。
- 2003年，中台科技大學接受台中市政府的委託管理。
- 2008年，改由亞洲大學接受台中市文化局委託管理公園內的「台灣民俗文物館」。
- 2011年，興建地下停車場。
- 2012年，改由迴廊創新產業育成有限公司接受台中市文化局委託管理公園內的「台灣民俗文物館」。
- 2012年底，民俗公園地下停車場完工，並拆除圍牆改為開放式公園。
- 2016年2月，臺中市政府文化局與迴廊創新產業育成有限公司委託營運契約期滿，由臺中市政府文化局於3月接手，續辦理新委外營運案；並於委外營運前辦理民俗文物館整修事宜。
- 2016年11月，再由中臺科技大學接手經營管理。

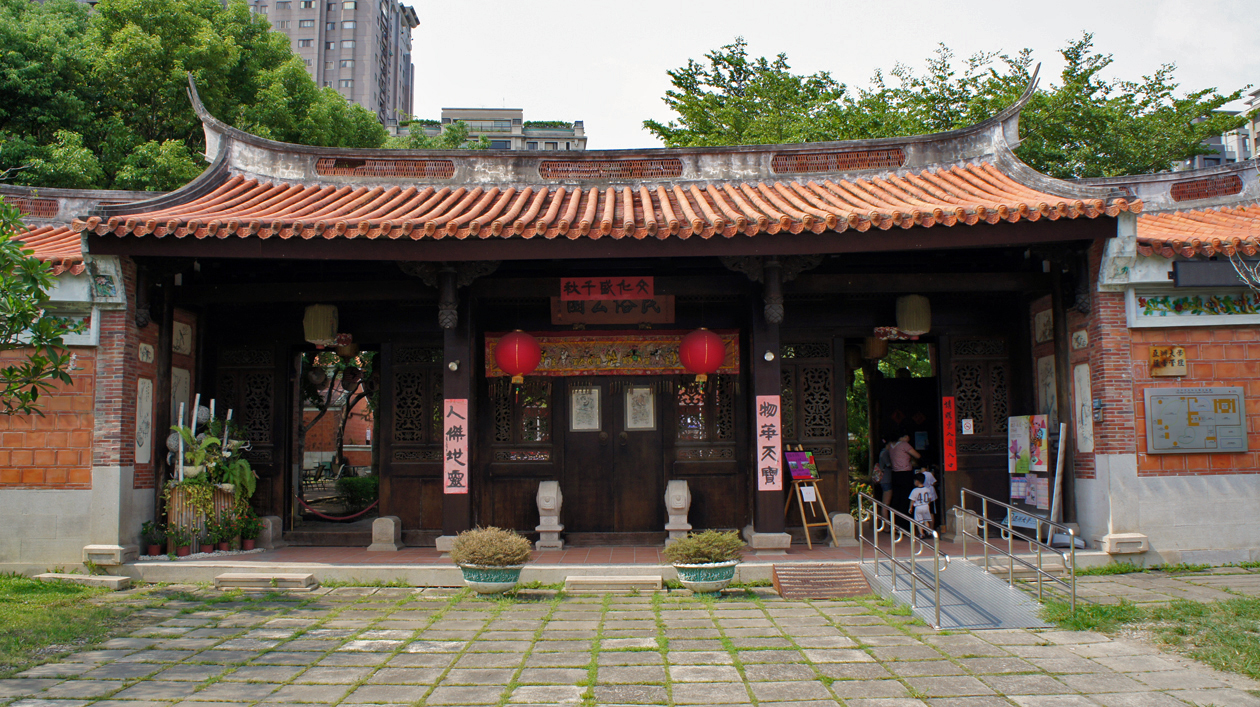
非開放時期的民俗公園入口處
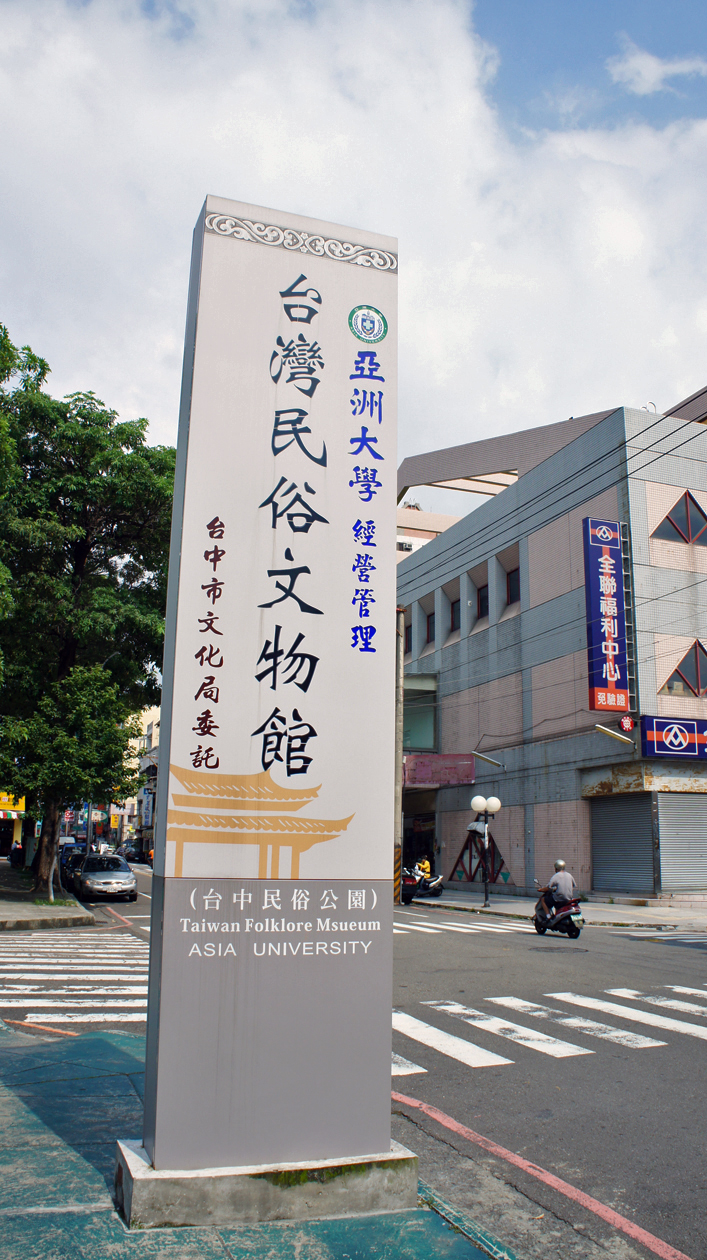
亞洲大學管理時期的台灣民俗文物館

## 空間與建築
- 兒童藝術館
- 廣場
- 中式庭園
- 地下停車場：汽車273個停車位，45個機車停車位

## 交通
臺中市公車
- 民俗公園同熱河公園位在崇德路、熱河路、大連路、旅順路之間

民俗公園（崇德路）
- 台中客運：71、72、131、132
- 全航客運：58、65、58副、65延
- 中鹿客運：105
- 中台灣客運：701
- 聯營：12

民俗公園（昌平路）
- 台中客運：14、14副
- 豐榮客運: 127、127延

文心熱河路口或文心崇德路口
- 統聯客運：53、77
- 四方股公司：68

臺中捷運
- 綠線：文心崇德站

## 連結
- 臺灣民俗文物館 （页面存档备份，存于）